# ЄДАФ
Єдиний державний архівний фонд УСРР/УРСР - сукупна архівна спадщина республіки у 1920–30-х рр.. Згідно з декретом РНК УСРР "Про охорону архівів" у жовтні 1922 в УСРР розпочався процес налагодження централізованої регламентації зберігання документів, що вже були в державних архівосховищах, та документів, що перебували на обліку центральних архівних управлінських структур, проте ще не були до них передані. 
Декрет визначав статус ЄДАФ як сукупності документів, що зберігаються чи перебувають на обліку в державних архівосховищах. Декрет, однак, не визначав чіткі межі та вміст ЄДАФу. У ньому йшлося про перелік груп архівних матеріалів (закінчені в діловодстві справи, документи й листування) та про перелік архівних інституцій (архіви діючих і ліквідованих державних та громадських установ). Декрет встановлював 3-річний термін зберігання документів у діловодстві установ та відповідальність за їх збереження.  
16 грудня 1925 ВУЦВК та РНК УСРР ухвалили спеціальну постанову "Про ЄДАФ УСРР". Вона містила низку доповнень до попереднього законодавчого акта, зокрема, визначала компетенцію Українського центрального архіву щодо історико-революційних матеріалів (раніше ці матеріали перебували у віданні істпартів), партійних документів (за згодою відповідних комітетів КП(б)У) та військових архівів; встановлювала 5-річний термін зберігання документів в установах; вводила обов'язкову реєстрацію приватних архівів, які мали культурно-історичне та громадське значення; посилювала відповідальність установ та підприємств за збереження своїх архівів. 
Архівістами були розроблені принципи класифікації ЄДАФ, методика створення центральної фондової картотеки тощо. На 1-му Всеукр. з'їзді архівних працівників (1926; див. З'їзди архівних працівників УСРР) було схвалено принципи розподілу ЄДАФ між усіма республіканськими архівосховищами (центральними та місцевими історичними архівами, окружними архівними управліннями), а також визначено схему розподілу між ними документів: за датами створення та історичним значенням документів, за сферами діяльності фондоутворювачів. Упродовж наступних 5 років державні архіви провели значну роботу з концентрації, експертизи цінності, описування та публікації документів ЄДАФ. Зокрема, до державних архівів надійшли документи українського походження з РСФРР; значна кількість партійних та профспілкових документів. Станом на 1930 ЄДАФ налічував 18,5 тис. фондів (майже 106 тис. лінійних метрів) документів 14–20 ст. Разом з тим лишалися нерозв'язаними питання, які стосувалися визначення меж та видового складу ЄДАФ.
5 квітня 1930 ВУЦВК та РНК УСРР ухвалили постанову про ЄДАФ, яка містила "Уставу про ЄДАФ УСРР". В останній наводився докладний перелік груп документів, що потрапляли на державне зберігання. Крім закінчених у діловодстві справ, документів та листування, обліку підлягали: архівні матеріали ліквідованих установ (державних, приватних, кооперативних і профспілкових), промислових, торгових, транспортних та ін. підприємств державної і змішаної форм власності, концесійних та орендованих приватними особами; архіви націоналізованих приватних підприємств; безгосподарні та конфісковані рукописи, фамільні та приватні архівні матеріали, незалежно від місця їх зберігання (у конфіскованих маєтках або ж у приватних осіб), а також архівні матеріали, що стосувалися життя й діяльності осіб, які під час революції (див. Жовтневий переворот у Петрограді 1917) і громадянської війни 1918–20 входили до складу "дореволюційних і контрреволюційних урядів або брали активну участь в реакції та контрреволюції"; документи ліквідованих і діючих релігійних громад та установ. Значною мірою цей перелік документів ЄДАФ дублював подібний перелік документів, що був затверджений напередодні урядом РСФРР. Уперше до складу ЄДАФ входили фотографії, кінофільми, рукописи літературних, наукових та ін. творів, що мали історичне значення; вводився контроль Українського центрального архіву над архівами бібліотек, музеїв та наукових установ. 
Постанова встановлювала: 10-річний строк зберігання документів у відомчих архівах (крім документів Записів актів громадянського стану, сільських рад, концесійних та орендованих приватними особами підприємств, для яких передбачалися окремі терміни зберігання); новий порядок передавання документів державним архівам; нормувала порядок вилучення та утилізації документів, що не мали наукового або практичного значення. "Устава" містила також першу офіційну згадку про існування архівів "спецхранів", куди потрапляла частина документів, не розрахованих на загальне користування. У зв'язку зі створенням Центрального архівного управління СРСР у вересні 1930 до "Устави про ЄДАФ" були внесені зміни, які закріпили підпорядкування архівних фондів загальносоюзного значення новоствореному союзному архівному органу. На той час ЄДАФ зберігався в таких державних архівах: Центральному архіві давніх актів (Київ), Центральному архіві праці (Харків), Центральному архіві революції (Харків), Центральному державному архіві (Харків), Центральному історичному архіві (Київ), Центральному історичному архіві (Харків), крайових історичних архівах у Дніпропетровську, Одесі, Полтаві, Харкові та Чернігові, 15 окружних архівних управліннях 1-ї категорії, 15 окружних архівних управліннях 2-ї категорії та 10 – 3-ї категорії.
Частина положень "Устави" була декларативною. Передусім це стосувалося документів РСДРП(б)–ВКП(б) та КП(б)У. Попри офіційного включення документів органів КП(б)У до ЄДАФ ці документи фактично були вилучені з ЄДАФ. Ще наприкінці 1920-х рр. уже частково було сформовано Архівний фонд ВКП(б) з його республіканським відділенням в УСРР. Був створений також Єдиний партійний архів, до якого надходили документи з ЦК КП(б)У, комвтетів КП(б)У нижчого рівня, ЦК ЛКСМУ, до цього ж архіву з Центрального архіву революції були передані всі історико-партійні документи. Після утворення областей остаточно сформувалися архіви обласних комітетів КП(б)У, і таким чином була створена паралельна ЄДАФ сукупність архівних документів, виділених з нього за ідеологічно-політичною ознакою, причому партійний фонд мав виключно союзне підпорядкування.
Упродовж 1930-х рр. у зв'язку із встановленням нового адміністративно-територіального поділу УСРР/УРСР у мережі державних архівних установ було проведено низку змін. На початку 1938 зберігання ЄДАФ здійснювали: Центральний архів давніх актів (Київ), Центральний архів праці (Харків), Центральний архів революції (Харків), Центральний державний архів (Харків), Центральний історичний архів (Харків), Центральний фотокіноархів (Київ), 11 обласних архівних управлінь та 11 обласних історичних архівів, 24 державних історичних архівів, 2 військово-історичних архівів (у Києві та Харкові), 37 міських і 475 районних архівів.
У березні 1939 архівні установи перейшли у відання НКВС СРСР, що фактично скасувало всі положення про ЄДАФ УРСР. 29 березня 1941 РНК СРСР затвердила "Положення про ДАФ СРСР", яке не передбачало поділу Державного архівного фонду СРСР (ДАФ СРСР) на фонди союзних республік. У положенні ДАФ визначався як сукупність документів, що мали наукове, політичне і практичне значення, незалежно від часу їх походження, місця створення, змісту, оформлення, техніки і способів відтворення. (Див. також Архіви в Україні).